# Alena Bunas
Alena Leanidauna Bunas (belarussisch Алена Леанідаўна Бунас, russisch Елена Леонидовна Бунос Jelena Leonidowna Bunos, englische Transkription: Elena Bunos; * 7. Januar 1983 in Minsk) ist eine ehemalige belarussische Billardspielerin, die in der Billardvariante Russisches Billard antrat, und heutige -trainerin.
Sie wurde 2007 als erste Belarussin Weltmeisterin in der Disziplin Freie Pyramide sowie 2006 Vizeweltmeisterin und von 2007 bis 2010 viermal in Folge Vizeeuropameisterin. Zudem wurde sie 2008 mit der belarussischen Nationalmannschaft Teamweltmeisterin.

## Leben
Alena Bunas wurde 1983 in Minsk geboren, wo sie auch aufwuchs. Sie studierte an der Belarussischen Staatlichen Universität Sport mit Spezialisierung auf Billard und schloss das Studium im Jahr 2005 ab.
Nach dem Studium zog sie nach Moskau, wo sie seitdem als Trainerin für Billard, Tischtennis und Fitness arbeitet.

## Karriere
Bunas begann im Alter von sieben Jahren mit dem Billardspielen. Erstmals international auf sich aufmerksam machte sie 2004, als sie bei der Europameisterschaft das Viertelfinale erreichte, in dem sie gegen Tatjana Maximowa verlor. 2005 wurde sie gemeinsam mit Ihar Kupawa und Uladsislau Wassilenka Mannschaftsvizeweltmeisterin. Bei der EM 2005 erreichte Bunas das Halbfinale, in dem sie der Titelverteidigerin Anna Maschirina unterlag. Auch bei der 2005 erstmals ausgetragenen Weltmeisterschaft gelangte sie ins Halbfinale und musste sich der späteren Weltmeisterin Maschirina nur knapp mit 3:4 geschlagen geben.
Anfang 2006 zog Bunas im Europacup erstmals ins Finale ein, in dem sie Anna Maschirina mit 4:5 unterlag, und wurde mit der belarussischen Nationalmannschaft erneut Vizeweltmeisterin. Nachdem sie bei der EM 2006 im Viertelfinale ausgeschieden war, erzielte sie im Europacup drei weitere Podestplatzierungen; beim zweiten Turnier des Jahres gelangte sie ins Endspiel, das sie gegen Schanna Schmattschenko mit 3:5 verlor, beim dritten Turnier und beim Finalturnier erreichte sie das Halbfinale. Im Dezember 2006 zog sie im finnischen Vantaa als erste Belarussin ins WM-Finale ein und unterlag der Titelverteidigerin Anna Maschirina nur knapp mit 4:5.
Nachdem sie beim Auftaktturnier 2007 in der Vorrunde ausgeschieden war, erzielte Bunas im März 2007 ihren ersten Europacupsieg, als sie im Finale des Turniers in Wolschski die Ukrainerin Aljona Afanassjewa mit 5:2 besiegte. Bei der Mannschafts-WM 2007 belegte sie mit dem belarussischen Team den dritten Platz. Im Mai 2007 zog sie erstmals ins EM-Finale ein, in dem sie sich der Titelverteidigerin Anastassija Luppowa mit 3:5 geschlagen geben musste. Im Europacup folgten der Gewinn des ukrainischen Unabhängigkeitspokals im Endspiel gegen Olga Milowanowa (5:3) und eine Finalniederlage gegen ihre Landsfrau Wijaleta Klimawa (2:4) beim Turnier in Minsk. Im November gelangte sie bei der WM zum zweiten Mal ins Finale und wurde durch einen 5:0-Sieg gegen die Ukrainerin Schanna Schmattschenko als erste Belarussin Weltmeisterin. Wenig später gewann sie in Dnipro durch einen 5:3-Endspielsieg gegen Olga Milowanowa das Finalturnier im Europacup.
Anfang 2008 gewann Bunas im Finale gegen Wijaleta Klimawa (4:2) das Kaliningrad International und wurde gemeinsam mit Andrej Hluschanin und Jauhen Kurta Mannschaftsweltmeisterin. Auch bei der EM 2008 gelangte sie ins Endspiel und verlor gegen Aljona Afanassjewa (4:5). Im Oktober 2008 endete ihrer Erfolgsserie, nachdem sie mehr als ein Jahr lang bei jedem Turnier ins Finale gekommen war, musste sie sich beim Kremlin Cup im Achtelfinale Wijaleta Klimawa (2:3) geschlagen geben. Bei der WM 2008 verpasste Titelverteidigerin Bunas durch eine 3:4-Niederlage im entscheidenden Vorrundenspiel gegen die spätere Weltmeisterin Natalja Sedych den Einzug ins Viertelfinale.
Zu Beginn des Jahres 2009 gewann Bunas im Europacup jeweils eine weitere Silber- (4:5 gegen Tatjana Maximowa) und Bronzemedaille. Nach mehreren frühen Niederlagen, unter anderem im Europacup und beim Kremlin Cup, erreichte sie im Oktober erneut das EM-Finale und verlor mit 0:4 gegen Wijaleta Klimawa. Wenig später folgte bei der WM erneut das Vorrundenaus, bevor sie beim Europacup-Finalturnier das Endspiel gegen Natalja Sedych mit 1:5 verlor.
Anfang 2010 erreichte Bunas das Finale der Prince Open, das sie knapp gegen Natalija Kornewa (4:5) verlor, und sicherte sich im Europacup eine weitere Bronzemedaille. Anschließend folgten frühe Niederlagen, bevor sie beim Kremlin Cup und bei der WM 2010 ins Viertelfinale und beim zweiten Turnier der Prince Open 2010 ins Halbfinale gelangte. Im November zog sie bei der Europameisterschaft zum vierten Mal in Folge ins Finale ein und verlor erneut, diesmal gegen Olga Milowanowa (3:5). Beim Europacupfinale 2010 schied sie im Achtelfinale aus.
In das Jahr 2011 startete Bunas im Weltcup mit dem Gewinn der Bronzemedaille beim Auftaktturnier und dem Erreichen des Viertelfinales beim zweiten Turnier. Hingegen schied sie beim dritten Weltcupturnier und bei der Europameisterschaft, bei der sie zuvor viermal im Finale gestanden hatte, in der Vorrunde aus. In der zweiten Jahreshälfte gelangte sie bei allen vier Turnieren mindestens ins Halbfinale, darunter die Weltmeisterschaft, bei der sie nach einer Halbfinalniederlage gegen Sarjana Prytuljuk ihre insgesamt vierte WM-Medaille gewann, und der Kremlin Cup 2011. Am Jahresende erreichte sie beim dritten Turnier der Prince Open 2011 das Finale und unterlag Diana Mironowa (1:5).
Das Jahr 2012 verlief weniger erfolgreich für Bunas. Im Februar gelangte sie zwar bei einem kleineren Turnier in Moskau ins Finale. Hingegen musste sie unter anderem bei der EM 2012, bei den Minsk Open und beim Kremlin Cup 2012 ein Vorrundenaus hinnehmen. Ihre besten Ergebnisse dieses Jahres waren das Erreichen des Viertelfinales beim Auftaktturnier der Prince Open und bei der Weltmeisterschaft. Die WM in ihrer Heimatstadt Minsk, bei der sie in der Runde der letzten acht der Titelverteidigerin Diana Mironowa mit 0:4 unterlag, war ihre letzte WM-Teilnahme.
Im Oktober 2013 gewann Bunas mit den Minsk Open, bei denen sie sich im Finale gegen die Ukrainerin Oksana Krasko mit 4:1 durchsetzte, zum letzten Mal ein internationales Turnier. Daneben erreichte sie 2013 beim Moskauer Bürgermeisterpokal die Runde der letzten 32 und bei den Prince Open sowie beim Kremlin Cup das Achtelfinale.
Nachdem sie bei den vorherigen Turnieren des Jahres nicht über das Viertelfinale hinausgekommen war, gelangte Bunas Ende 2014 bei den Prince Open unter anderem durch einen Sieg gegen Diana Mironowa ins Halbfinale, in dem sie ihrer Landsfrau Waleryja Wassilenka unterlag, bevor sie sich im Spiel um den dritten Platz gegen Olga Prochorowa durchsetzte.
In den folgenden Jahren spielte Bunas nur noch vereinzelte Turniere. So kam sie bei den Prince Open 2015 zweimal ins Achtelfinale und schied beim Kremlin Cup 2016 sieglos in der Vorrunde aus.
2017 schied Bunas beim Bürgermeisterpokal in der Runde der letzten 32 und beim Kremlin Cup in der Vorrunde aus, bevor sie bei den Prince Open das Achtelfinale erreichte, in dem sie ihrer Landsfrau Anastassija Nowikawa mit 3:4 unterlag. Die Prince Open 2017 waren ihre letzte Teilnahme an einem internationalen Turnier.

## Erfolge
Einzelerfolge
| Ergebnis   | Jahr   | Turnier                              | Finalgegnerin          | Endstand |
| ---------- | ------ | ------------------------------------ | ---------------------- | -------- |
| Finalistin | 2006/1 | Freie-Pyramide-Europacup             | Anna Maschirina        | 4:5      |
| Finalistin | 2006/2 | Freie-Pyramide-Europacup             | Schanna Schmattschenko | 3:5      |
| Finalistin | 2006   | Weltmeisterschaft (Freie Pyramide)   | Anna Maschirina        | 4:5      |
| Siegerin   | 2007/2 | Freie-Pyramide-Europacup             | Aljona Afanassjewa     | 5:2      |
| Finalistin | 2007   | Europameisterschaft (Freie Pyramide) | Anastassija Luppowa    | 3:5      |
| Siegerin   | 2007   | Ukrainischer Unabhängigkeitspokal    | Olga Milowanowa        | 5:3      |
| Finalistin | 2007/4 | Freie-Pyramide-Europacup             | Wijaleta Klimawa       | 4:2      |
| Siegerin   | 2007   | Weltmeisterschaft (Freie Pyramide)   | Schanna Schmattschenko | 5:0      |
| Siegerin   | 2007/F | Freie-Pyramide-Europacup             | Olga Milowanowa        | 5:3      |
| Siegerin   | 2008   | Kaliningrad International            | Wijaleta Klimawa       | 4:2      |
| Finalistin | 2008   | Europameisterschaft (Freie Pyramide) | Aljona Afanassjewa     | 4:5      |
| Finalistin | 2009/1 | Freie-Pyramide-Europacup             | Tatjana Maximowa       | 4:5      |
| Finalistin | 2009   | Europameisterschaft (Freie Pyramide) | Wijaleta Klimawa       | 0:4      |
| Finalistin | 2009/F | Freie-Pyramide-Europacup             | Natalja Sedych         | 1:5      |
| Finalistin | 2010/1 | Prince Open                          | Natalija Kornewa       | 4:5      |
| Finalistin | 2010   | Europameisterschaft (Freie Pyramide) | Olga Milowanowa        | 3:5      |
| Finalistin | 2011/3 | Prince Open                          | Diana Mironowa         | 1:5      |
| Siegerin   | 2013   | Minsk Open                           | Oksana Krasko          | 4:1      |

Mannschaftserfolge
- Vizeweltmeisterin: 2005, 2006
- Weltmeisterin: 2008

## Teilnahmen an Weltmeisterschaften
| [ 1 ]                | 2005              | 2006              | 2007              | 2008              | 2009              | 2010              | 2011              | 2012              | 2013              | 2014              | 2015              | 2016  | 2017  |
| -------------------- | ----------------- | ----------------- | ----------------- | ----------------- | ----------------- | ----------------- | ----------------- | ----------------- | ----------------- | ----------------- | ----------------- | ----- | ----- |
| Freie Pyramide       | H                 | F                 | S                 | R                 | R                 | V                 | H                 | V                 | –                 | –                 | –                 | –     | n. a. |
| Dynamische Pyramide  | nicht ausgetragen | nicht ausgetragen | nicht ausgetragen | nicht ausgetragen | nicht ausgetragen | nicht ausgetragen | nicht ausgetragen | –                 | n. a.             | n. a.             | –                 | n. a. | n. a. |
| Kombinierte Pyramide | nicht ausgetragen | nicht ausgetragen | nicht ausgetragen | nicht ausgetragen | nicht ausgetragen | nicht ausgetragen | nicht ausgetragen | nicht ausgetragen | nicht ausgetragen | nicht ausgetragen | nicht ausgetragen | –     | –     |

| Legende | Legende                               |
| ------- | ------------------------------------- |
| S       | Siegerin                              |
| F       | Finalistin                            |
| H       | Halbfinalistin                        |
| V       | Viertelfinalistin                     |
| A       | Achtelfinalistin                      |
| LX      | Niederlage in der Runde der letzten X |
| R2      | Niederlage in Runde 2                 |
| R       | Vorrundenaus/Niederlage in Runde 1    |
| –       | nicht teilgenommen                    |
| n. a.   | nicht ausgetragen                     |